# Albin Dunajewski
Albin Dunajewski  (né le 1er mars 1817 à Stanislau alors dans l'empire d'Autriche et aujourd'hui en Ukraine, et mort le 18 juin 1894 à Cracovie) est un cardinal polonais du XIXe siècle.

## Biographie
Albin Dunajewski est membre des démocrates polonais. Arrêté en 1841, il est condamné à mort en 1845. Il est libéré par l'amnistie de 1848. Il recommence ses études au séminaire de Cracovie après la mort de sa fiancée.
Il est professeur et recteur du séminaire de Varsovie et curé dans le diocèse de Cracovie. En 1879, il est élu prince-évêque de Cracovie.
Il reçoit le titre de docteur honoris causa de l'université Jagellonne de Cracovie en 1885.
Le pape Léon XIII le crée cardinal lors du consistoire du 23 juin 1890.

## Succession apostolique
Albin Dunajewski a ordonné les évêques suivants :
- Évêque Ignacy Łobos (pl) (1882)
- Archevêque Izaak Mikołaj Isakowicz (pl) (1882)